# Ernesto Madeira Pinto
Ernesto Madeira Pinto (Lisboa, 7 de Julho de 1846 — 1921), mais conhecido por conselheiro Madeira Pinto, foi um engenheiro e alto funcionário público, várias vezes director-geral e sócio fundador da Sociedade de Geografia de Lisboa, que se destacou na reorganização do serviço postal e no fomento do ensino técnico em Portugal. Foi agraciado com a Carta de Conselho.

## Biografia
Ernesto Madeira Pinto nasceu em Belém, Lisboa. Casou com Maria Luísa Calvet de Sousa Pinto de Magalhães e foi sogro de António Pinto de Magalhães (1877-1911), lente da Faculdade de Medicina da Universidade de Lisboa.
Em 1864, com apenas 18 anos de idade, empregou-se nos Correios, distinguindo-se por tal forma na reorganização do serviço postal em Portugal que em 28 de Agosto de 1880 foi recompensado com uma promoção extraordinária a inspector, por ordem de Augusto Saraiva de Carvalho, então Ministro das Obras Públicas, Comércio e Indústria. Nesse mesmo ano foi nomeado delegado do Governo Português ao Congresso Postal Internacional que então se reuniu em Lisboa.
Aderiu ao Partido Histórico, tendo pertencido ao grupo político liderado pelo duque de Loulé, tendo sido nomeado Director-Geral do Comércio e Indústria. Pelos seus serviços nessas funções foi agraciado com a Carta de Conselho, passando a ser conhecido por "conselheiro Madeira Pinto", título que o acompanharia durante toda a sua carreira.
Em 14 de Agosto de 1893 foi nomeado Director-Geral dos Correios e Telégrafos, cargo que que exerceu até 7 de Setembro de 1899. Foi depois nomeado secretário-geral do Ministério do Fomento, cargo que exercia aquando da implantação da República Portuguesa e do qual foi exonerado a 8 de Dezembro de 1910. Foi também administrador por parte do Estado na Companhia de Moçambique, cargo que exerceu até 13 de Abril de 1911. Foi ainda presidente do Conselho de Tarifas do Ministério do Fomento.
Contudo, foi como presidente da Secção do Ensino Industrial e Comercial do Conselho Superior do Comércio e Indústria que se destacou pelo empenho que colocou na expansão da rede de escolas técnicas e no fomento do ensino profissional, em especial nas áreas onde existia uma base industrial geradora de emprego. Em reconhecimento por esse empenho, foi nomeado patrono da Escola Industrial e Comercial Madeira Pinto, primeiro em Angra do Heroísmo e depois em Águeda.
Desde muito jovem colaborou com diversos periódicos de Lisboa, entre os quais o País, Progresso, Gazeta do Povo, Comércio de Portugal e Diário de Notícias, e ainda com o Actualidade, da cidade do Porto. É autor de diversas obras sobre temática postal e filatélica.

## Obras publicadas
- O progresso. Lisboa : Typographia Academica, 1863.
- Actes de la conférence réunie à Bruxelles : du 1er au 14 Décembre 1897 et du 14 de Décembre 1900. Berne : Bureau International de L'Union Postale Universelle, 1901.
- O correio : origem e processos das instituições postaes em Portugal. Lisboa : [s. n.], 1882.
- Annuario postal para 1872 : contendo as principaes disposições vigentes acerca do serviço do correio, o itenerario dos paquetes de diversas companhias nacionaes e estrangeiras, o kalendario, etc. Lisboa : François Lallemant, 1871.

## Liações externas
- Centenário da República: História & Memória